# Cloisonné
|  | Aquest article tracta sobre la tècnica d'esmaltat. Si cerqueu la confecció de vitralls, vegeu «Vitrall cloisonné». |

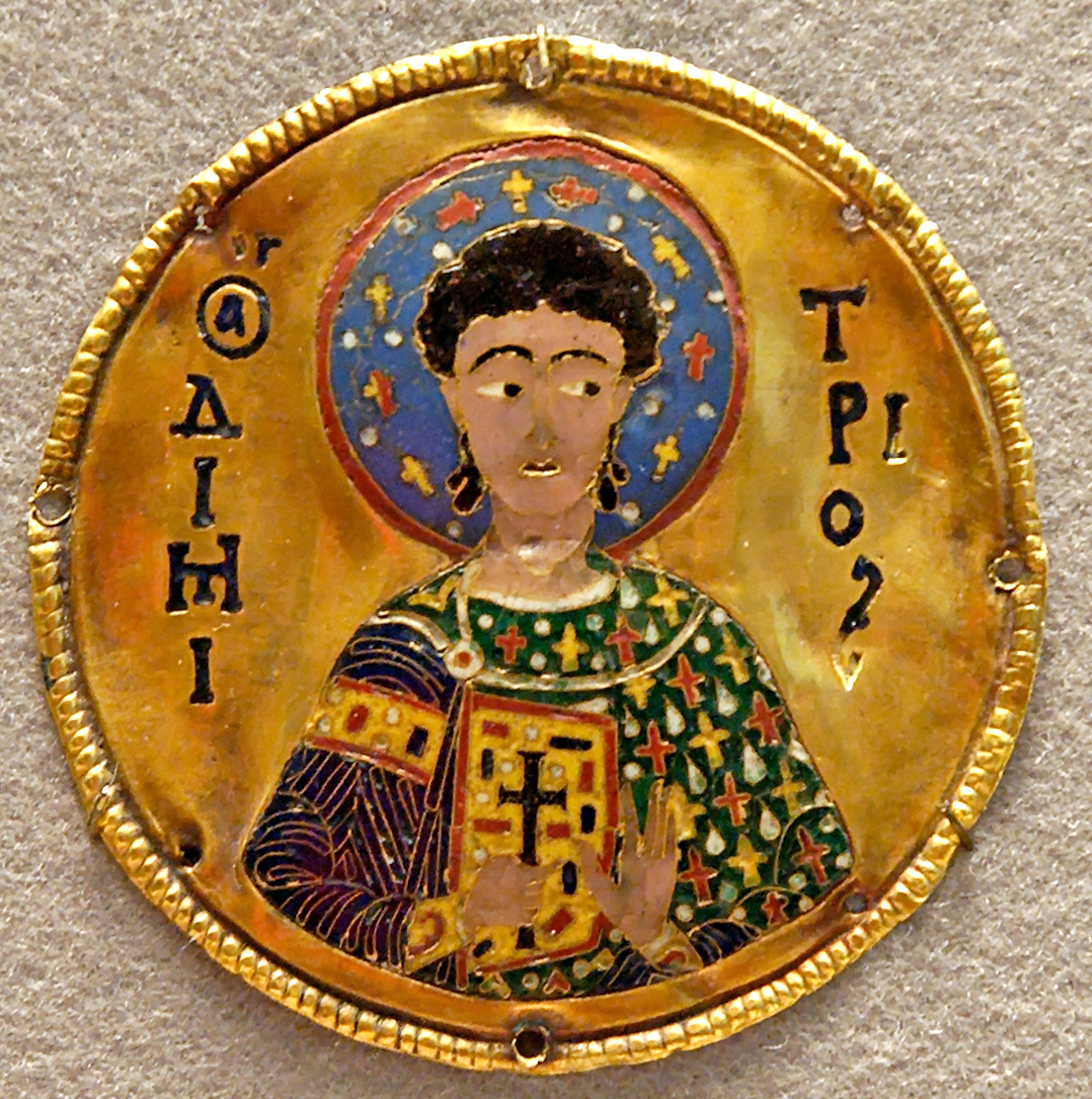
Medalló romà d'Orient de Sant Demetri

El cloisonné és una tècnica d'esmaltat d'origen oriental. El procediment consisteix a crear uns dipòsits de metall, cloisons, que segueixen un dibuix gravat en el metall. Aquest rebaixat es cobreix de l'esmalt vitrificat. Posteriorment, les diferents cassoletes amb l'esmalt de color, un cop han passat pel forn, es poleixen deixant una superfície plana. Normalment forma part d'un treball d'orfebreria més complex.
A Europa aquesta tècnica va expandir-se a l'època romana d'Orient utilitzant l'or com a metall. Però, a l'època romànica, la regió de Limoges, França, va utilitzar un suport metàl·lic més accessible com és coure fent plaques de metall gruixut i rebaixat. On hi ha gravat el dibuix es ressegueix per tires del mateix metall soldades perpendicularment creant camps, champs, on va els colors surlevés, aixecats. La pasta vitríficada era molt espessa i quedava mig fosa en el forn, així evitava que s'escampi per sobre del dibuix. Aquesta variant d'esmalt cloisonné s'anomena  champlevé.

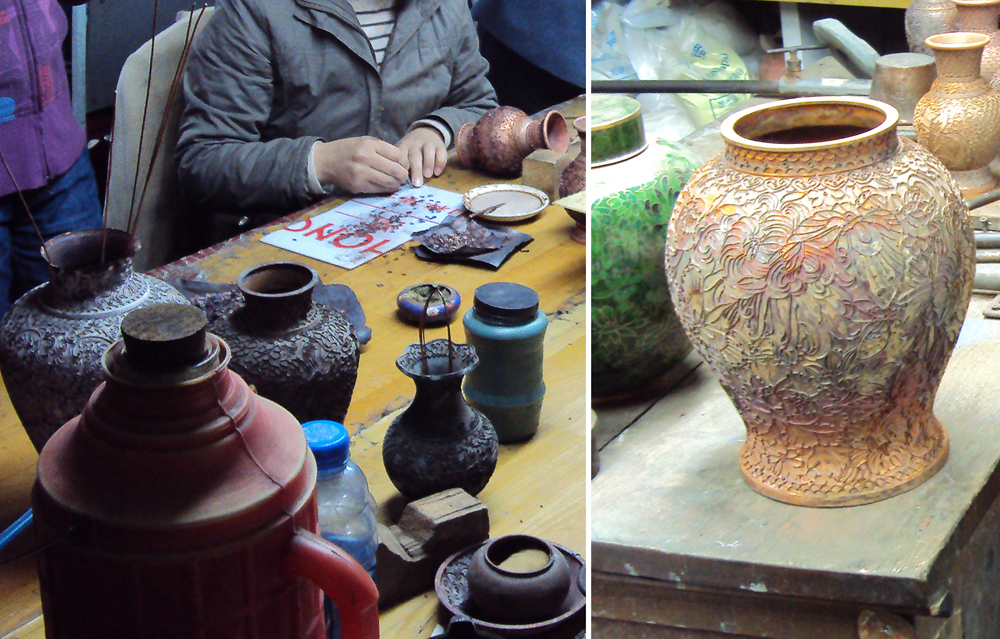
Primer pas en la tècnica cloisonné

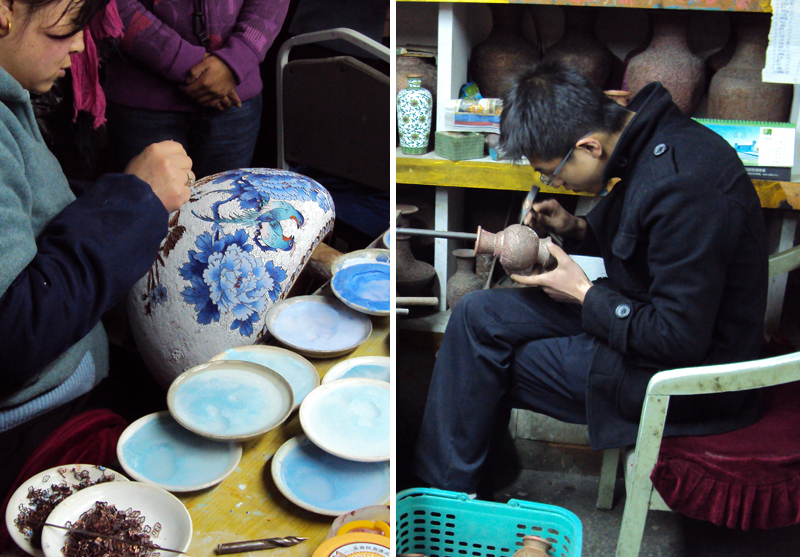
Segon pas en la tècnica cloisonné

Un cop ja es té la forma i el dibuix marcat sobre la placa es comença resseguir amb tires del mateix metall, o bé, si és un motiu constantment utilitzat en el disseny es pot tenir prèviament preparat la tira amb aquesta forma per només incrustar-la en el lloc pertinent.

## Escoles
- Escola de Limoges